# Sân bay Lữ Lương
Sân bay Lữ Lương (IATA: LLV, ICAO: ZBLL) là một sân bay dân dụng phục vụ tại thành phố Lữ Lương, tỉnh Sơn Tây, Trung Quốc. Nó nằm gần thị trấn Đại Vũ của Phương Sơn, cách trung tâm thành phố Lữ Lương 20,5 km. Sân bay được xây dựng vào ngày 21 tháng 2 năm 2009 với vốn đầu tư ban đầu là 764 triệu nhân dân tệ, và dự kiến sẽ được hoàn thành vào năm 2011. Tuy nhiên, thời gian hoàn thành thực tế là vào cuối năm 2013, và sân bay được mở cửa vào ngày 26 tháng 1 năm 2014.
Sân bay có một đường băng dài 2.600 mét, rộng 45 mét (lớp 4C), và một nhà ga hành khách rộng 13.000 mét vuông. Nó được dự tính sẽ xử lý 200.000 hành khách và 900 tấn hàng hóa mỗi năm vào năm 2020.

## Hãng hàng không và tuyến bay
| Hãng hàng không        | Các điểm đến                  |
| ---------------------- | ----------------------------- |
| China Eastern Airlines | Bắc Kinh, Thượng Hải-Phố Đông |